# Головко Дмитро Андрійович
Дмитро́ Андрі́йович Головко́ (нар. 17 грудня 1933, Піски Бобровицького району Чернігівської області) — український поет, прозаїк і краєзнавець.

## Освіта
- Пісківська семирічна школа
- Київське художньо-ремісниче училище № 16
- вечірня школа
- факультет журналістики Київського державного університету ім. Т. Г. Шевченка (1958).

## Кар'єра
- Київська меблева фабрика імені Боженка, різьбяр по дереву
- Працював в газетах «Київський комсомолець», «Київська правда», «Молодь України», двотижневику «Театрально-концертний Київ» (головним редактором), видавництвах «Молодь», «Радянський письменник», «Український письменник».

## Творчість

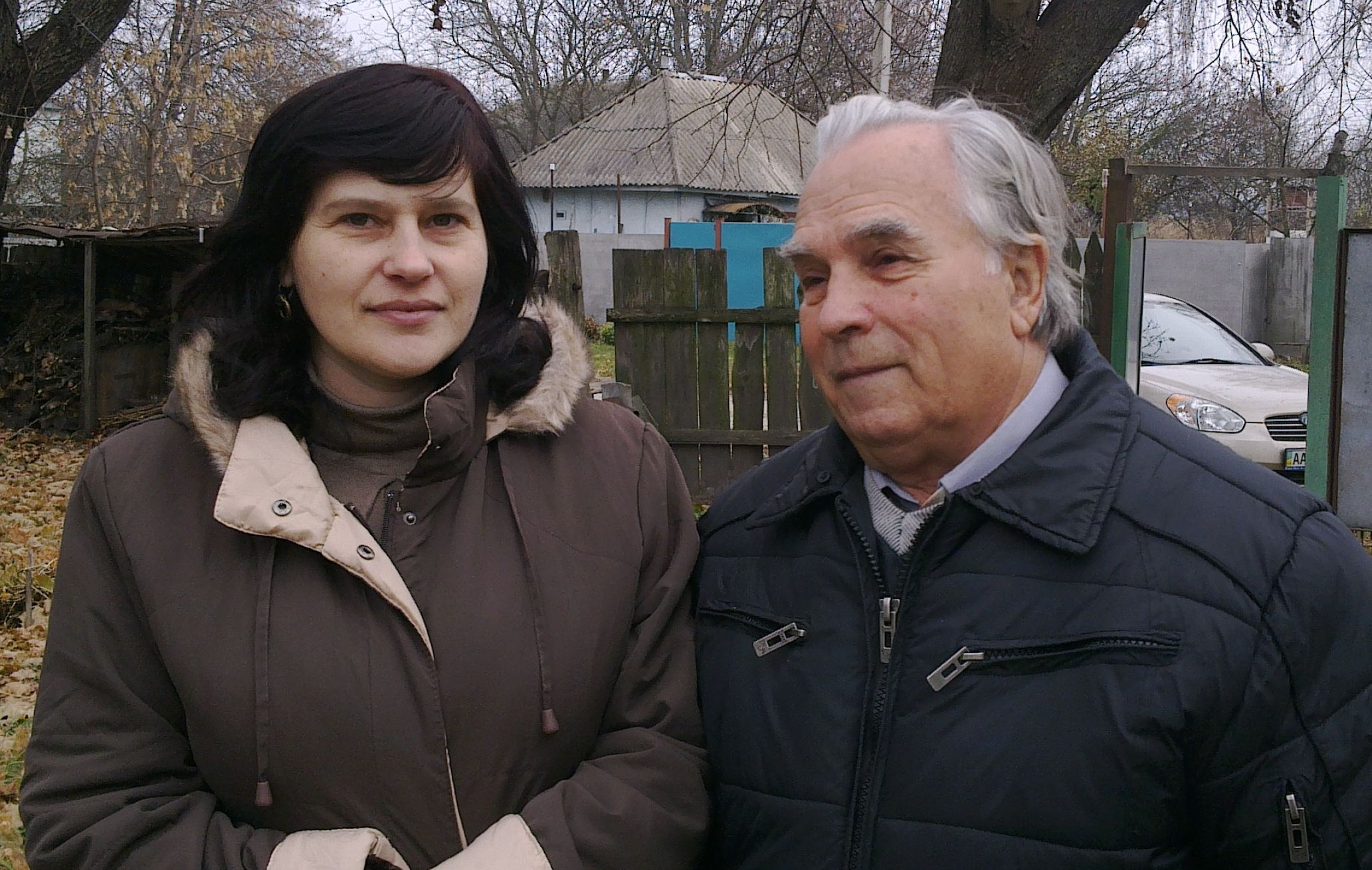
З письменницею Тетяною Череп. Листопад 2011, с. Мочалище

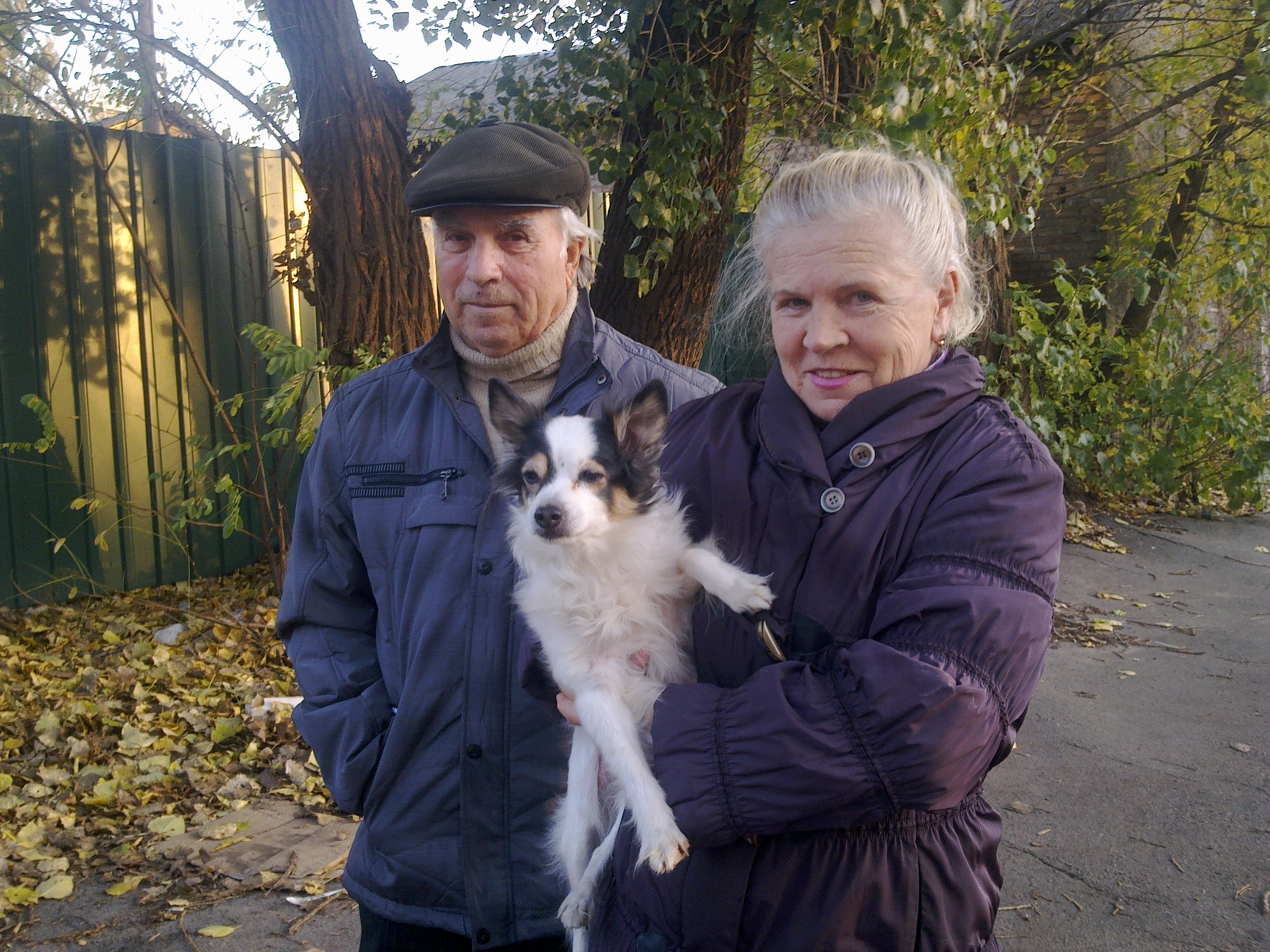
З дружиною Валентиною і домашнім улюбленцем Кенді, Мочалище, жовтень 2012

Дмитро Андрійович Головко є автором:
- книжок поезії: «Плем'я робітниче», «Зелена вісь», «Снага», «Просіка до обрію» (1986, «Радянський письменник»), «Два корені веселки», «Непочата вода», «Присмак брунки березневої», «Млиновеє коло»;
- повісті «Вогонь папороті», книги афор та оповідань «Журбина криниця» (2003, Український письменник)[1];
- книги афор та образків «Хто і як завдає марноти?» (Київ, 2010);
- книг для дітей «Як окрайчик біг за хлопчиком», «Про Петрика, Кодика та його сестричок-перфострічок», «Телеграма», «Поштарська сумка», «Мандри Червоної Кульки», «Рахівничка», «Помста за Кенді» (2012);
- збірки пісенних творів «Усе освячене тобою» (Рівне, 2018).[2]

Збірка «Не бував ти у наших краях!»
Дмитро Головко є упорядником-редактором збірки «Не бував ти у наших краях!» — історико-краєзнавчої книги (науково-публіцистичне видання) про минуле і сучасність Бобровицького краю, опублікованої в 2010 році в Києві видавництвом «Рада» на 399 сторінках. Ілюстрації до книги — Василя Лопати. ISBN 978-966-7087-890.
Збірник вийшов за ініціативи членів Чернігівського земляцтва в Києві та за спонсорської підтримки, яку надали:
- Зубець Михайло Васильович — Герой України
- Пінчук Андрій Михайлович
- Тарновський Олександр Васильович
- Чубовський Сергій Миколайович
- Яковишин Леонід Григорович

Презентація видання відбулася 30 листопада 2011, в центральній районній бібліотеці м. Бобровиці.

## Громадська діяльність
Дмитро Головко був співорганізатором і є постійним членом журі літературно-мистецького районного конкурсу імені Павла Тичини «Добридень тобі, Україно моя!», що проводиться в Бобровицькому районі Чернігівської області.
Є членом Національної спілки письменників України (з 1974), членом приймальної комісії Київської міської організації НСПУ.

## Відзнаки
- Лауреат премії імені Павла Тичини.